# Spelaeornis
Spelaeornis là một chi chim trong họ Timaliidae.